# Acuerdo de Suwałki
El Acuerdo de Suwałki, Tratado de Suvalkai o Tratado de Suwalki (en polaco: Umowa suwalska en lituano: Suvalkų sutartis) fue un pacto firmado en la ciudad de Suwałki entre Polonia y Lituania el 7 de octubre de 1920. Está registrado en la Serie de Tratados de la Sociedad de Naciones del 9 de enero de 1922. Los dos países habían recobrado la independencia tras la Primera Guerra Mundial y durante la guerra civil rusa y no tenían fronteras establecidas. Libraron la guerra polaco-lituana por los territorios que se disputaban: Suwałki y Vilna. Los ejércitos polacos vencieron a los soviéticos a finales de septiembre de 1920 en la batalla del río Niemen, lo que les permitió apoderarse de la región de Suwałki y atacar la ciudad de Vilna. El jefe de Estado polaco, Józef Piłsudski, había planeado tomarla desde mediados septiembre en una operación encubierta llamada «motín de Żeligowski».
Polonia hubo de negociar por insistencia de la Sociedad de las Naciones, pero esperaba  dilatarlas, ganar tiempo y desviar la atención del previsto motín de Żeligowski. Los lituanos deseaban proteger Vilna. El acuerdo sirvió para imponer un alto el fuego y fijar una línea de demarcación que atravesaba la región de Suwałki y llegaba hasta la estación ferroviaria de Bastuny. Pero la línea era incompleta y no sirvió para proteger Vilna, que tampoco aparecía explícitamente en el acuerdo.
Poco después de la firma del acuerdo, Polonia infringió las cláusulas sobre la negociación territorial y el fin de los combates. El general polaco Lucjan Żeligowski, según las órdenes secretas de Piłsudski, fingió desobedecer las órdenes del mando, marchó contra Vilna y la ocupó el 9 de octubre. El acuerdo de Suwałki entraba en vigor a mediodía del día siguiente. Żeligowski fundó la República de Lituania Central que, pese a las vehementes protestas de Lituania, fue incorporada a la Segunda República Polaca en 1923. La Región de Vilna quedó bajo administración polaca hasta 1939, cuando fue ocupada por la Unión Soviética.

## Antecedentes
Polonia y Lituania se habían independizado en la posguerra mundial, pero sin fronteras claras. El principal territorio que se disputaban era Vilna, la capital histórica del Gran Ducado de Lituania, que, según el censo alemán de 1916, contaba con una población casi igual de polacos y judíos y una minoría lituana que rondaba el 2-3%. El tratado de paz lituano-soviético, firmado en julio de 1920 entre Lituania y la República Socialista Federativa Soviética de Rusia, definió la frontera oriental de Lituania. Rusia reconoció a esta la posesión de amplios territorios, entre ellos las comarcas de Vilna y Suwałki.  Ese mismo mes, en el marco de la guerra polaco-soviética, el Ejército Rojo había expulsado a las unidades polacas de los territorios en disputa. Mientras, los lituanos se habían adueñado de otras tierras evacuadas por el ejército polaco, como la ciudad de Suwałki. El 6 de agosto, Lituania y la Rusia soviética firmaron una convención sobre la retirada de tropas rusas del territorio lituano. Sin embargo, había indicios de que los soviéticos tramaban dar un golpe contra el Gobierno lituano y instaurar una República Socialista Soviética de Lituania. Las tropas soviéticas solo emprendieron la retirada tras el descalabro del Ejército Rojo en la batalla de Varsovia de mediados de agosto.
El Ejército polaco avanzó tras los soviéticos en retirada y entró en contacto con los lituanos, con los que se disputaba la región de Suwałki. Las negociaciones diplomáticas fracasaron. Los lituanos afirmaban estar defendiendo sus fronteras, pero Polonia no reconocía el tratado soviético-lituano ni derecho alguno de Lituana a la posesión de esta zona. Polonia también acusó a los lituanos de colaborar con los soviéticos, lo que conculcaba la neutralidad que había declarado durante la guerra polaco-soviética.  Durante las hostilidades que siguieron, las ciudades de Suwałki, Sejny y Augustów cambiaron de manos frecuentemente. La disputa diplomática, tanto la bilateral como la que se libró en la Sociedad de las Naciones, se agudizó.

## Negociaciones

### Presión de la Sociedad de Naciones

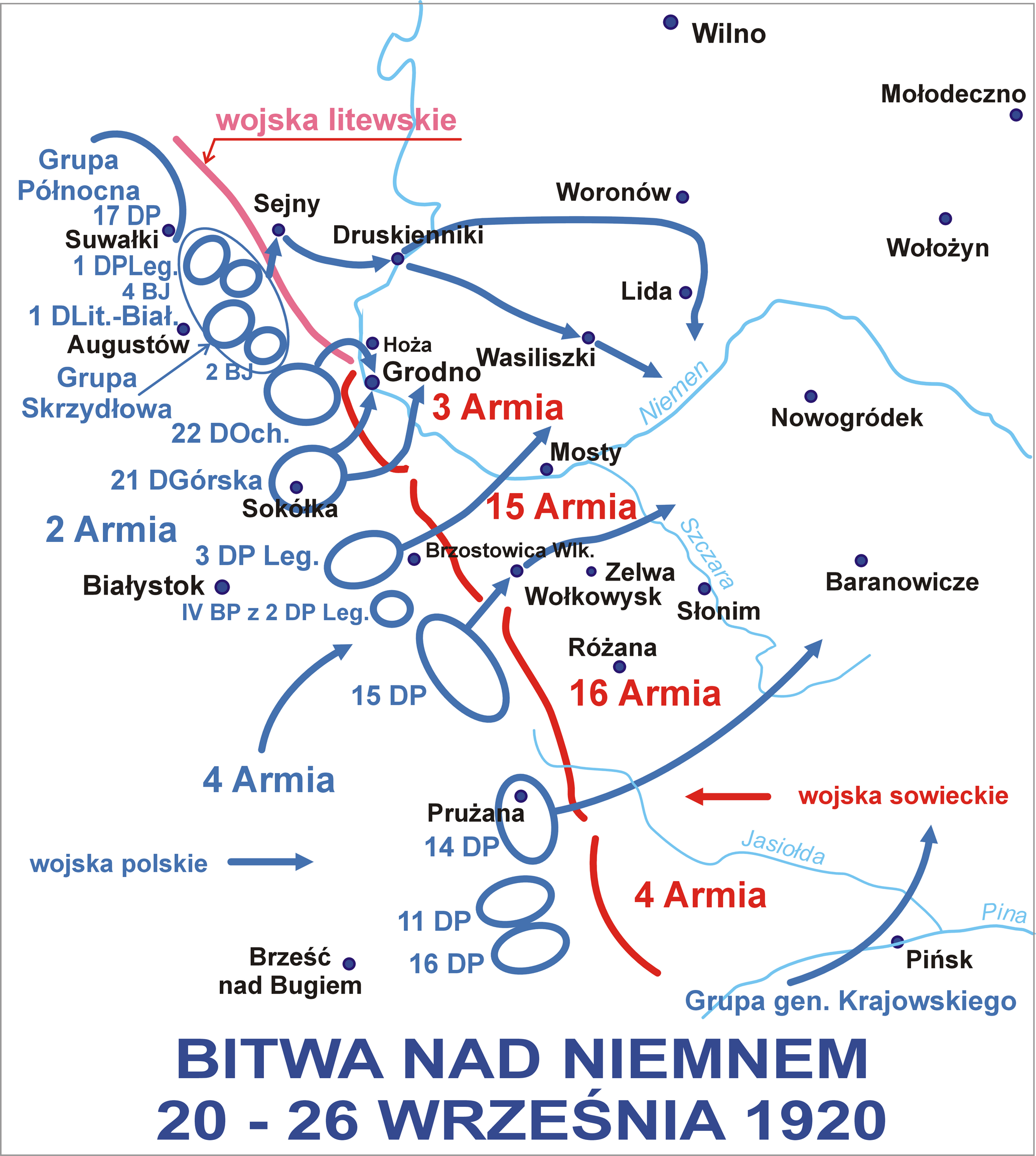
Mapa de la batalla del río Niemen: las tropas polacas (en azul) flanquearon las líneas lituanas (en rosa) para colocarse a retaguardia de las fuerzas rusas (ren ojo).

El ministro de Asuntos Exteriores polaco, Eustachy Sapieha, entregó una nota diplomática a la Sociedad de las Naciones el 5 de septiembre de 1920 en la que solicitaba que interviniese en la guerra polaco-lituana. Afirmó que Lituania permitía el paso por su territorio de las tropas soviéticas y por tanto infringía la neutralidad que había declarado en la contienda polaco-soviética. Lituania respondió al día siguiente con una nota dirigida directamente a Polonia en la que el ministro de Asuntos Exteriores lituano, Juozas Purickis, propuso negociar una línea de demarcación y otros asuntos en Marijampolė. El 8 de septiembre, durante una reunión de planificación de lo que luego fue la batalla del río Niemen, los polacos decidieron atravesar territorio lituano para colocarse a retaguardia del Ejército soviético. Los diplomáticos polacos aceptaron la propuesta lituana para encubrir el plan militar. Las negociaciones empezaron el 16 de septiembre en Kalvarija, pero fracasaron apenas dos días después.
La Sociedad de Naciones entró en sesión el 16 de septiembre de 1920. Tras escuchar los informes de los representantes lituano, Augustinas Voldemaras, y polaco, Ignacy Jan Paderewski, la Sociedad adoptó una resolución el 20 de septiembre. Instaba a los dos Estados a cesar las hostilidades y respetar la Línea Curzon. A Polonia se le solicitó que respetase la neutralidad lituana si la Rusia soviética también lo hacía. Se enviaría una comisión de control especial a la zona de conflicto para supervisar la aplicación de la resolución. El Gobierno lituano aceptó la resolución. Sapieha, por el contrario, respondió que Polonia no podía respetar la neutralidad lituana o la línea de demarcación puesto que Lituania colaboraba activamente con los soviéticos. Los polacos se reservaban libertad de acción. El representante lituano en Londres, el conde Alfredas Tiškevičius, informó a la secretaría de la Sociedad de Naciones que el telegrama de Sapieha debía considerarse una declaración de guerra y pidió que la Sociedad de las Naciones interviniese inmediatamente para evitar nuevos ataques polacos.
Polonia acometió a las unidades lituanas de la zona de Suwałki como parte de la batalla del río Niemen el 22 de septiembre de 1920. El ejército polaco hizo mil setecientos prisioneros. Seguidamente, las fuerzas polacas, según lo planeado en la reunión del 8 de septiembre, cruzaron el Niemen cerca de Druskininkai y Merkinė y se colocaron tras las fuerzas soviéticas apostadas cerca de Hrodno y Lida. El Ejército Rojo retrocedió. Este ataque, justo dos días después de la resolución de la Sociedad, perjudicó la reputación tanto de Polonia como de la Sociedad. Algunos políticos empezaron a considerar a Polonia agresora mientras que la Sociedad se percató de sus limitaciones para lidiar con desafíos semejantes. El 26 de septiembre, a instancias de la Sociedad, Sapieha propuso entablar nuevas negociaciones en Suwałki. Lituania aceptó la propuesta al día siguiente.

### Negociaciones en Suwałki

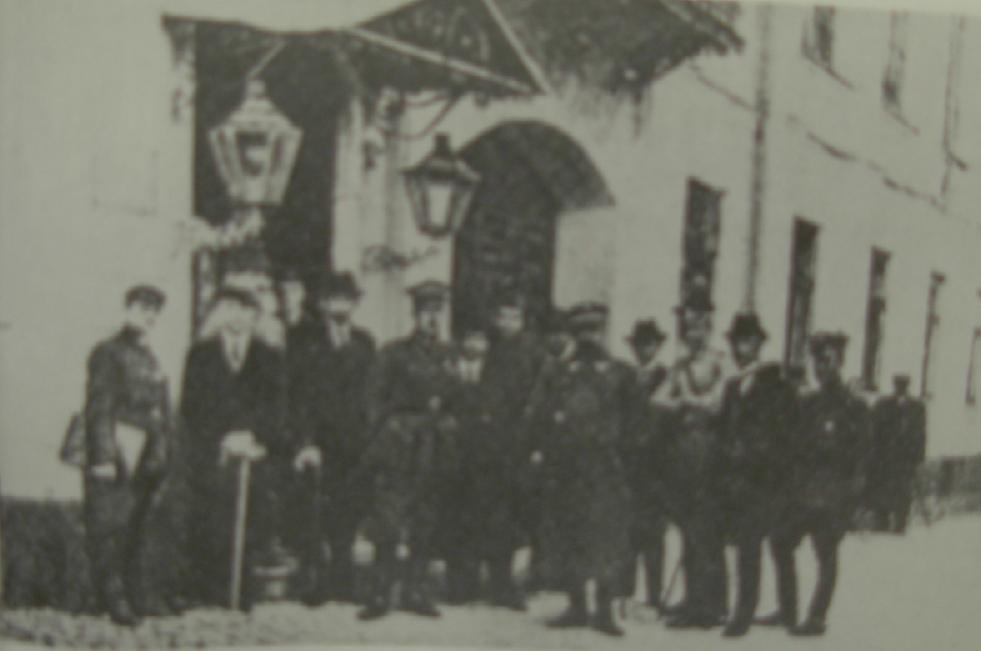
Asistentes a la conferencia de Suwałki, 1920, ante el edificio donde se celebró.

La situación militar lituana era apurada, tanto en la zona de Suwałki como en Vilna. El dirigente polaco, Józef Piłsudski, temía que tanto la Entente como la Sociedad de Naciones aceptasen como hecho consumado la cesión soviética de Vilna a Lituania del 26 de agosto de 1920. Ya el 22 de septiembre, Sapieha solicitó a Paderewski que tantease la posible reacción de la Sociedad si unidades militares del Kresy atacaban Vilna siguiendo el ejemplo del italiano Gabriele D'Annunzio, quien en 1919 encabezó un amotinamiento y tomó la ciudad de Fiume. Los polacos aceptaron negociar con Lituana para ganar tiempo y distraer la atención de la región de Vilna. Los lituanos, por su parte, esperaban evitar así nuevas acometidas polacas y, con ayuda de la Sociedad, resolver la disputa territorial.
La conferencia bilateral empezó al anochecer del 29 de septiembre. La delegación polaca la encabezaba el coronel Mieczysław Mackiewicz (oriundo de Lituania), y la lituana el general Maksimas Katche. Lituania propuso aplicar de inmediato un armisticio, pero la delegación polaca se negó a ello. Los representantes polacos se avinieron a detener los combates únicamente cuando la delegación lituana amagó con abandonar las negociaciones, pero el alto el fuego solo afectaría a los territorios al oeste del Niemen (la región de Suwałki); la lucha continuó al este del río. Por su parte, los delegados polacos reclamaron a los lituanos que permitiesen a sus unidades utilizar un tramo del ferrocarril Varsovia-Petrogrado y la estación de tren de Varėna (Orany), pero los lituanos rehusaron: el grueso de sus fuerzas estaba concentrado en torno a Suwałki y desplazarlo para proteger Vilna sin el ferrocarril les hubiese resultado extremadamente difícil. Los lituanos, empero, estaban dispuestos a ceder la comarca de Suwałki a cambio de que Polonia aceptase dejar Vilna en su poder.

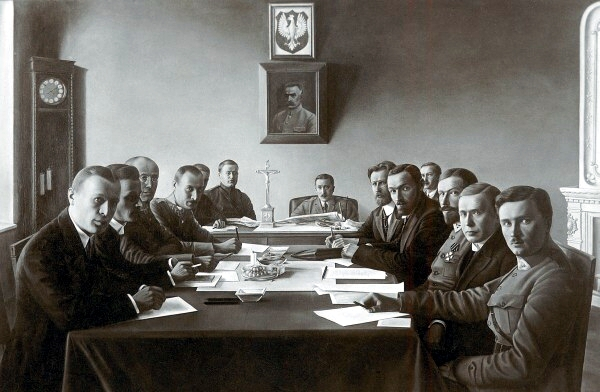
Delegados polacos (izquierda) y lituanos (derecha) en la mesa de negociación durante la conferencia en Suwałki.

La delegación lituana propuso un trazado de línea de demarcación el 3 de octubre, tras una reunión celebrada en Kaunas el día anterior. La línea sería aproximadamente paralela a la frontera dispuesta por el tratado lituano-soviético, y se hallaría entre cincuenta y ochenta kilómetros al noreste de esta. La delegación polaca consultó con Piłsudski y el 4 de octubre presentó una contrapropuesta. Fundamentalmente, los lituanos deseaban una línea de demarcación más larga para proteger Vilna, mientras que los polacos abogaban por una más corta. Pese a que Vilna no se mencionó en las conversaciones, era el objetivo claro de las dos partes. La comisión de control despachada por la Sociedad de Naciones el 20 de septiembre llegó al lugar ese mismo día 4 de octubre, para mediar entre las partes. La comisión la presidía el coronel francés Pierre Chardigny y la formaban representantes de Italia, el Reino Unido, España y Japón.
La comisión de control presentó una propuesta concreta de raya al día siguiente; la línea alcanzaría el pueblo de Utieka junto al Niemen, unos diez kilómetros al sur de Merkinė (Merecz), y en el plan se incluía además la creación de una zona neutral de doce kilómetros de anchura paralela a la línea. Las conversaciones sobre una posible extensión de la línea continuaron al día siguiente. Los polacos se negaban a prolongarla más allá del pueblo de Bastuny y se justificaban indicando que el ejército polaco necesitaba espacio para maniobrar contra las tropas soviéticas, aunque el 5 de octubre habían firmado una tregua con la Rusia soviética. Propusieron continuar las negociaciones en Riga, donde Polonia y Rusia habían pactado la paz homónima. Los combates al este del Niemen cesaron ese mismo día, cuando los polacos se apoderaron finalmente de la estación de Varėna. El acuerdo de Suwałki se firmó la medianoche del 7 de octubre. La comisión de control señaló al día siguiente que no veía motivo para no extender la línea de demarcación allende Bastuny y exhortó a las dos partes a retomar las negociaciones.

## Disposiciones del acuerdo

La línea pactada en Suwałki, en naranja claro.

El acuerdo se firmó por fin el 7 de octubre de 1920; el alto el fuego debía comenzar el mediodía del día 10. El tratado no hacía referencia alguna a Vilna o a su comarca. Tenía los artículos siguientes:
- Artículo I: sobre la línea de demarcación; además de crearla, señalaba que no limitaba las reclamaciones territoriales de los firmantes. La línea empezaba en el oeste siguiendo la Línea Curzon hasta el Niemen. Luego seguía el curso de este y el del Merkys, dejando la ciudad de Varėna a los lituanos, pero su estación de tren a los polacos. De Varėna la línea seguía el trazado Barteliai-Kinčai-Naujadvaris-Eišiškės-Bastuny.[22] La estación de tren en Bastuny también quedaba en manos polacas. Otro acuerdo debía delinear la raya al este de Bastuny.
- Artículo II: sobre el alto el fuego que solo se respetaría a lo largo de la línea de demarcación, no en toda la frontera bilateral, por lo que no se implantaría al este de Bastuny.
- Artículo III: sobre la estación de tren de Varėna (Orany); quedaría en poder de Polonia, que se comprometía por su parte a permitir el tráfico civil sin restricciones, pero solo dos trenes militares al día.
- Artículo IV: sobre el intercambio de prisioneros.
- Artículo V: sobre la fecha en la que entraría en vigor el alto el fuego (mediodía del 10 de octubre) y en la que caducaría (cuando se resolviesen las disputas territoriales) y qué mapa se emplearía para los  cálculos geográficos.

## Consecuencias
El trazado de la línea de demarcación que atravesaba la comarca de Suwałki coincidió en lo fundamental con la posterior frontera polaco-lituana. Las ciudades de Sejny, Suwałki y Augustów quedaron en el lado polaco de la raya. Todavía en el siglo XXI, la comarca de Suwałki (el moderno Voivodato de Podlaquia) sigue siendo el lugar donde se concentra la minoría lituana de Polonia.
El asunto más polémico —el futuro de la ciudad de Vilna– no se trató explícitamente. La ciudad de hallaba tras las líneas lituanas y contaba con una guarnición cuando se firmó el acuerdo. Pero la situación cambió casi inmediatamente después, cuando estalló el «motín» de Żeligowski el 8 de octubre. Léon Bourgeois, presidente del Consejo de la Sociedad de Naciones, expresó su rotundo rechazo al motín, indicó que los actos de Żeligowski vulneraban los compromisos con el Consejo de la Liga de Naciones y reclamó la inmediata evacuación polaca de la ciudad.
Piłsudski, por su parte, consideró que incluso la firma de un pacto tan limitado como el de Suwałki perjudicaba los intereses polacos, y se opuso a su aplicación. Reconoció en un discurso de 1923 haber ordenado la ofensiva de Żeligowski e infringido el acuerdo con Lituania. Żeligowski y sus amotinados se apoderaron de Vilna y fundaron la República de Lituania Central que, tras unos comicios controvertidos en 1922, se incorporó a la república polaca. Sin embargo, la disputa por la ciudad continuó hasta la Segunda Guerra Mundial. En el siglo  XXI, la Región de Vilna (Wileńszczyzna) es el centro principal de la minoría polaca de Lituania.

## Valoraciones e historiografía
El bando lituano consideró el acuerdo un tratado político que había que aplicar, mientras que para el polaco no era más que un acuerdo militar menor, que dejó de tener vigencia con la firma del armisticio del 29 de noviembre entre Lituania y Żeligowski.  El historiador estadounidense Alfred Erich Senn afirmó que no fue un tratado político normal puesto que no necesitó de ratificación, pero la presencia de representantes políticos de ambas partes indica que no fue un simple acuerdo militar. Polonia y Lituania también discrepaban sobre la relación del acuerdo con la cuestión de Vilna, que no aparecía explícitamente en el pacto. El bando lituano creía que el acuerdo le asignaba Vilna, mientras el polaco arguyó que no afectaba ni a Vilna ni a otros territorios en disputa. Senn ha afirmado que el acuerdo cedía tácitamente Vilna a Lituania.
El bando lituano entendió la acometida de Żeligowski contra Vilna como una vulneración del acuerdo de Suwałki. Polonia discrepaba y afirmó al comienzo que Żeligowski era un rebelde que había actuado sin la aprobación del Gobierno polaco. Luego se conoció el papel de Piłsudski en el ataque, pero Polonia argumentó que el acuerdo no había sido conculcado ya que la ofensiva contra Vilna se había verificado al este de la línea de demarcación. La Sociedad de Naciones consideró la acometida polaca una vulneración del acuerdo, pero hizo hincapié en la reanudación de las hostilidades y no en los cambios territoriales que comportó. Senn afirmó que era engañoso sostener que no se había infringido el pacto y creía que Piłsudski sí creía estar vulnerándolo y por ello fingió que las fuerzas que se apoderaron de Vilna estaban amotinadas.
La mayoría de historiadores se limitan a resumir el asunto indicando que el pacto asignó Vilna a Lituania y que el posterior ataque polaco supuso una infracción del acuerdo. Piotr Łossowski, por el contrario, afirmó que tales síntesis son incorrectas.